# Upsilon Draconis
Désignations
Upsilon Draconis (υ Draconis / υ Dra) est une étoile binaire de la constellation boréale du Dragon. Elle est visible à l'œil nu avec une magnitude apparente de 4,83.

## Environnement stellaire
Le système présente une parallaxe annuelle de 9,48 mas mesurée par le satellite Hipparcos, ce qui permet d'en déduire qu'il est distant d'environ ∼ 340 a.l. (∼ 104 pc) de la Terre. Il se rapproche du Système solaire à une vitesse radiale de −11 km/s. À cette distance, sa magnitude visuelle est diminuée de 0,02 en raison de l'extinction créée par la poussière interstellaire présente sur le trajet de sa lumière.

## Propriétés
Upsilon Draconis est une binaire spectroscopique à raies simple avec une période orbitale de 258,48 jours et une excentricité de 0,21. Sa composante primaire, désignée Upsilon Draconis A, est une étoile géante rouge de type spectral K0 III. C'est une étoile à baryum suspectée, ce qui pourrait indiquer que son compagnon en orbite, B, est une naine blanche.
Le diamètre angulaire mesuré directement et après avoir corrigé l'effet de l'assombrissement centre-bord de l'étoile primaire, est de 1,69 ± 0,02 mas. Connaissant sa distance, cela donne à l'étoile un rayon qui vaut 19 fois le rayon solaire. Elle est âgée d'environ 1,37 milliard d'années et sa masse est 2,08 fois supérieure à celle du Soleil. L'étoile est environ 170 fois plus lumineuse que le Soleil et sa température de surface est de 4 561 K

## Nomenclature
υ Draconis, latinisé Upsilon Draconis, est la désignation de Bayer de l'étoile. Elle porte également la désignation de Flamsteed de 52 Draconis.
En astronomie chinoise traditionnelle, υ Draconis fait partie de l'astérisme de 紫微左垣 (Zǐ Wēi Zuǒ Yuán), soit « le Mur gauche du Palais pourpre interdit », qui comprend également ι Draconis, η Draconis, ζ Draconis, θ Draconis, 73 Draconis, γ Cephei et 23 Cassiopeiae.